# Tadeusz Puzyna
Tadeusz Puzyna herbu Oginiec (zm. 1788) – brygadier Kawalerii Narodowej litewskiej, starosta filipowski, od 1775 roku był dowódcą 1 Brygady Kawalerii Narodowej Wielkiego Księstwa Litewskiego, książę.
Poseł na sejm 1778 roku z Księstwa Żmudzkiego.